# کودکان ایران

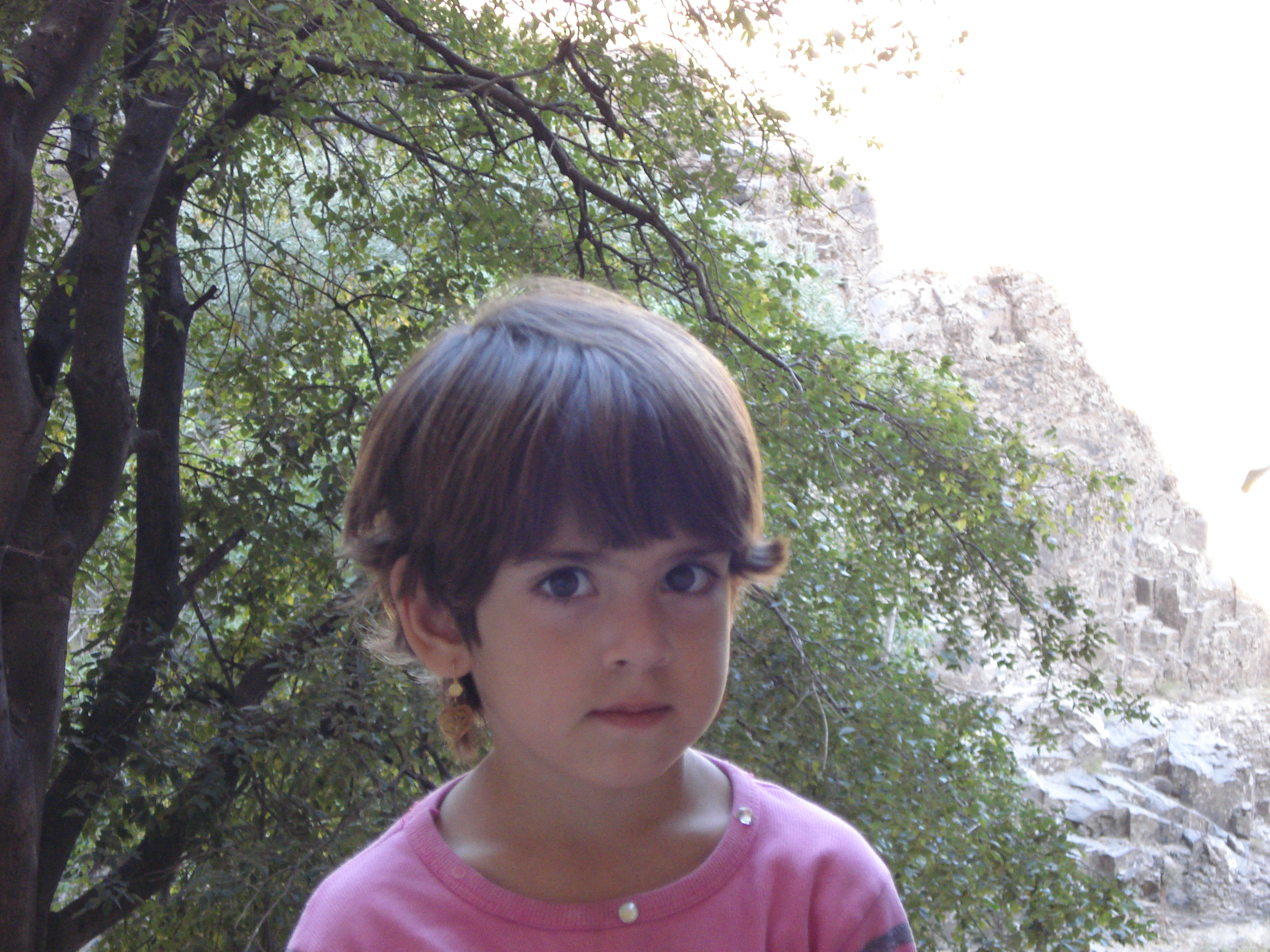
یک دختر بچه روستایی جنوب خراسان

کودکان و نوجوانان ایران به افراد ایرانی زیر سن ۱۸ سال گفته می‌شود. (بر اساس پیمان‌نامه حقوق کودک، کودک زیر سن ۱۸ سال تعریف می‌شود و ایران از سال ۱۳۷۳ به این پیمان پیوسته است)
بر اساس قانون اساسی ایران، آموزش و پرورش برای همهٔ کودکان و نوجوانان ایرانی تا پایان دورهٔ متوسطه رایگان است.
حقوق کودکان در ایران با مسائلی درگیر است مانند کار کودکان، مجازات و اعدام کودکان (پایین بودن سن مسئولیت کیفری در قوانین ایران)، ازدواج قانونی کودکان، استفاده از کودکان در نظامی‌گری.

## آموزش

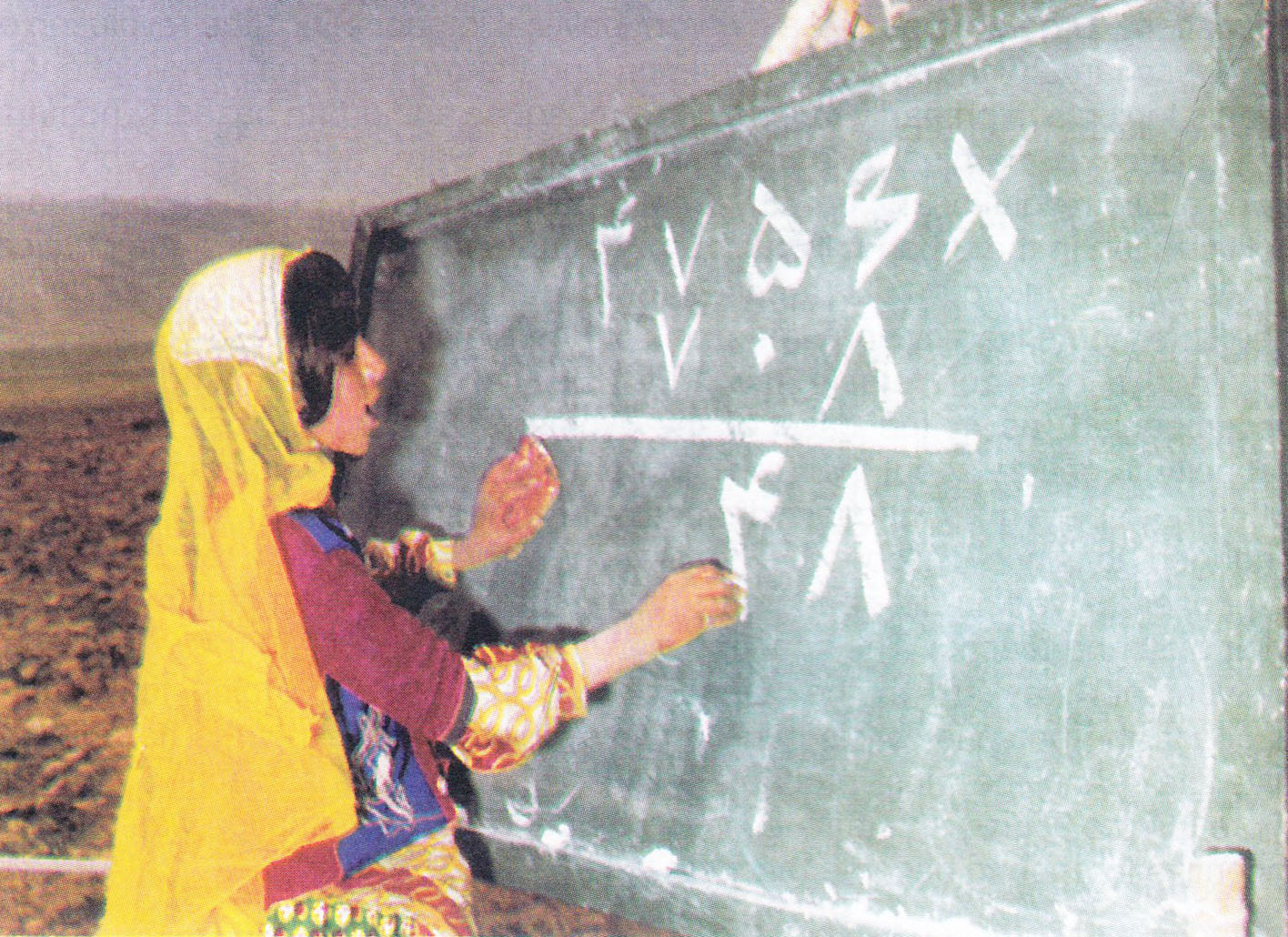
سوادآموزی برای دانش‌آموزان عشایر استان فارس

بر اساس قانون اساسی ایران، آموزش و پرورش برای همهٔ کودکان و نوجوانان ایرانی تا دورهٔ متوسطه رایگان است و دولت وظیفه دارد امکان تحصیل را برای همگان از طریق وزارت آموزش و پرورش فراهم سازد. نظام آموزشی ایران دارای دورهٔ ابتدایی، دوره راهنمایی، دوره متوسطه و دورهٔ پیش دانشگاهی است. علاقه‌مندان به کارهای عملی و فنی مهارت‌های لازم را در هنرستان‌ها و آموزشگاه‌های کار و دانش می‌گذرانند.
دانش‌آموختگان دوره پیش‌دانشگاهی در صورت موفقیت در آزمون‌های سراسری (کنکور)، به دانشگاه وارد می‌شوند.
در دوران قاجار امکان تحصیل برای زنان بسیار محدود بوده است. در باور عمومی، باسوادی زنان را مخالف اسلام و برای جامعه خطرناک می‌دانستند (بعضی از روحانیون نیز همواره بر این باور تأکید می‌کردند). باور دیگر این بود که زنان نمی‌توانند باسواد شوند و مغز آنان قدرت پذیرش دانش را ندارد. باسوادی زنان ننگ محسوب می‌شد و بسیاری از زنان باسواد، آن را پنهان می‌کردند.
امروزه تعداد زیادی از کودکان ایرانی به دلیل فقر تحصیل را رها می‌کنند. از سوی دیگر، به ارث نرسیدن تابعیت از مادر سبب عدم ثبت هویت و بی‌شناسنامه بودن کودکانی شده است که پدر خارجی مثلاً افغان و مادر ایرانی دارند. این کودکان بدون شناسنامه نمی‌توانند در هیچ مدرسه‌ای ثبت نام و تحصیل کنند.

## حقوق کودکان

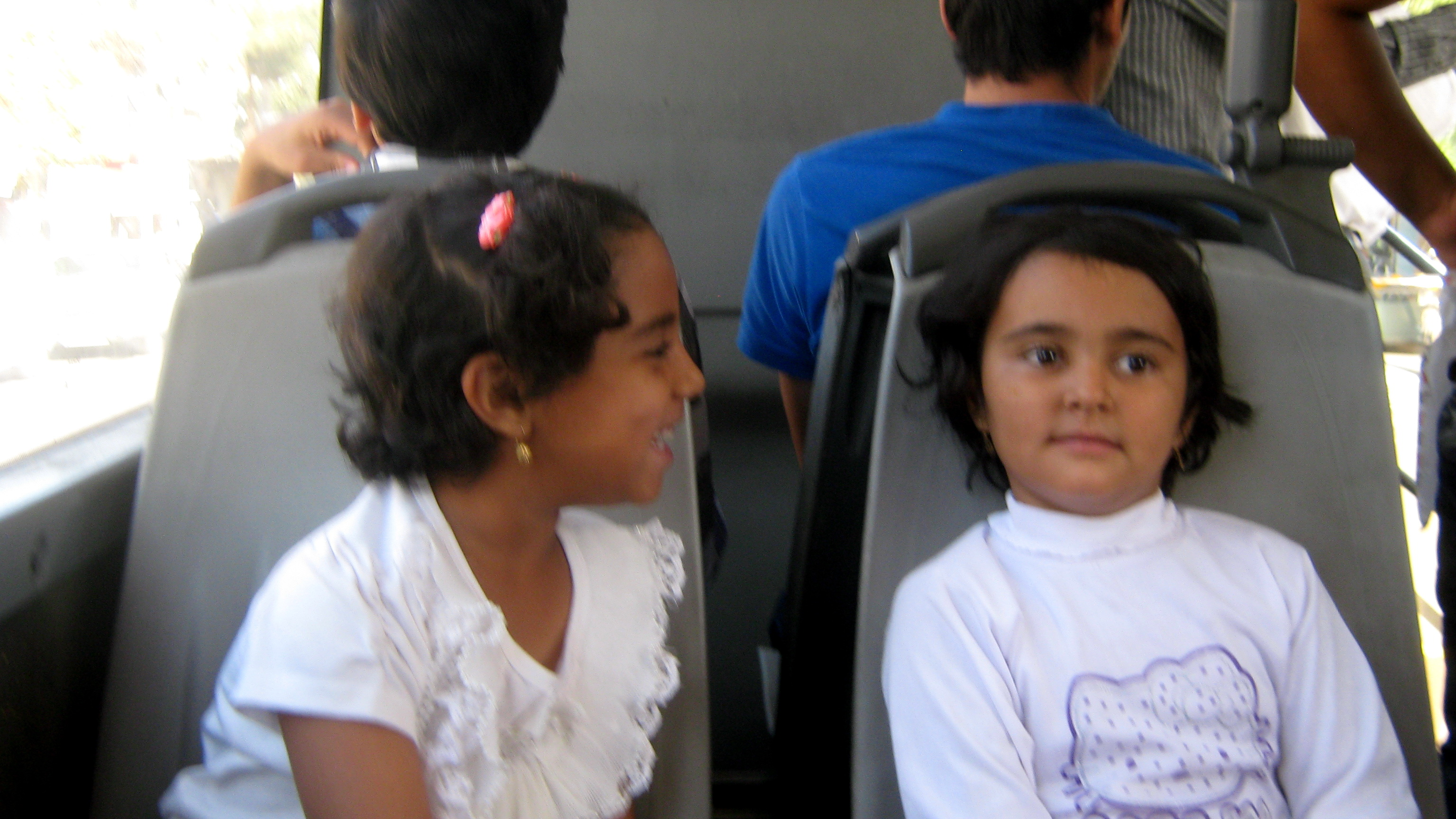
دو کودک در اتوبوسی شهری، نیشابور

ایران از سال ۱۳۷۳ به پیمان‌نامه حقوق کودک پیوسته است. اما تعدادی از قوانین ایران هنوز با پیمان‌نامه حقوق کودک مغایرت دارند. دفتر یونیسف در تهران فعال است و در ۱۲ شهرستان در استان‌های هرمزگان، سیستان وبلوچستان و آذربایجان غربی نیز دفتر دارد.
سازمان‌های حقوق کودکان مانند جمعیت دفاع از کودکان کار و خیابان ،انجمن حمایت از کودکان کار و انجمن حمایت از حقوق کودکان در ایران وجود دارد.
کار کودکان پیامدهای بدی برای این کودکان که به «کودکان کار» معروف هستند دارد. در ایران کودکان کار وجود دارند اما آمار دقیقی از تعداد آنها در دست نیست. با این حال تعداد این کودکان به دلایل گوناگون در حال افزایش است. تعداد کودکان کار در تهران بیش از ۲۰ هزار نفر است و در سرشماری سال ۱۳۷۵ اعلام شد بیش از ۴ درصد جمعیت شاغل ایران بین ۱۰ تا ۱۴ سال بودند که در حدود ۶۰۰ هزار نفر می‌شود. در این سال حدود ۳۸۰ هزار کودک در سن ۱۰ تا ۱۴ سال در ایران «کار ثابت» داشته است.
همچنین کودکان بسیاری در شهرها به دست‌فروشی مشغولند. والدین تعداد زیادی از این کودکان معتاد به مواد مخدر هستند. بسیاری از این کودکان مورد کودک آزاری و سوءاستفاده جنسی قرار می‌گیرند.
خشونت علیه کودکان از دیگر موارد حقوق کودکان در ایران است. از آنجا که پدر و جد پدری، «ولی» و به نوعی صاحب کودک شمرده می‌شود، قوانین ایران دربارهٔ کودک آزاری و خشونت خانوادگی علیه کودکان دچار مشکل هستند. همچنین قوانین خاصی برای پیشگیری از کودک‌آزاری در ایران وجود ندارد و خشونت علیه کودکان جزو موارد عمومی است.
بر اساس ماده ۲۲ قانون جزای اسلامی، اگر پدر یا جد پدری فرزند خود را بکشد قصاص نمی‌شود و تنها به پرداخت دیه و تعزیر محکوم می‌شود اما در شرایط مشابه مادر به قصاص محکوم خواهد شد.

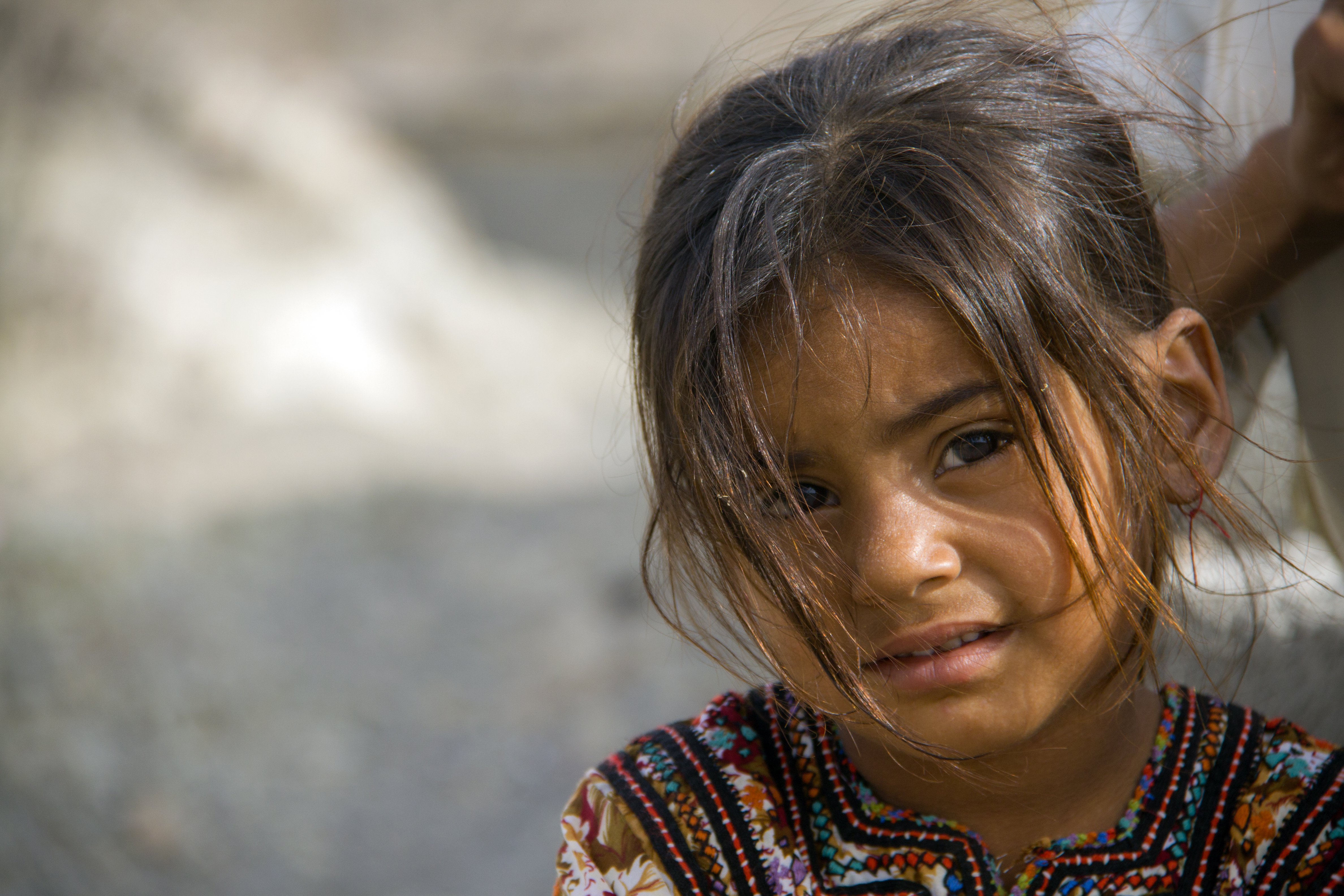
دختر بچه بلوچ سنی از روستای سرمیدان در جنوب کرمان

ازدواج کودکان نیز موردی است که هم در سنت و هم در قانون ایران وجود دارد. ماده ۱۰۴۱ قانون مدنی ایران می‌گوید «عقد نکاح دختر قبل از رسیدن به سن ۱۳ سال تمام شمسی و پسر قبل از رسیدن به سن ۱۵ سال تمام شمسی منوط است به اذن ولی به شرط مصلحت با تشخیص دادگاه صالح».
آمارهای سال ۱۳۸۹ نشان می‌دهد در این سال ۴۳٬۴۵۷ مورد ازدواج کودکان زیر ۱۵ سال به‌طور رسمی به ثبت رسیده است.
۹۰ درصد این آمار مربوط به دختران است. اما تحقیقات نشان می‌دهد تعداد ازدواج کودکان محدود به آمار ثبت شده نیست زیرا در روستاها کودکان متعه (صیغه) می‌شوند و سال‌ها بدون ثبت رسمیِ ازدواج زندگی می‌کنند.
همچنین بر اساس آمار سال ۱۳۸۹، تعداد ۳۷۰۰۰ کودک ۱۰ تا ۱۸ ساله طلاق گرفته یا بیوه بوده‌اند. در هر سال ۸۰۰ دختر ۱۰ تا ۱۴ سال و ۱۵ هزار دختر ۱۵ تا ۱۹ سال در ایران طلاق گرفته‌اند. فقر مادی و باورهای سنتی علت این ازدواج‌های زودهنگام است.
در بیشتر موارد خانوادهٔ داماد به خانواده عروس که اغلب فقیر هستند پولی پرداخت می‌کنند. از پیامدهای ازدواج زودهنگام می‌توان به افزایش بی‌سوادی و کم‌سوادی در میان زنان، چندزنی، پدیده فرار از خانه و همسرکشی اشاره کرد.

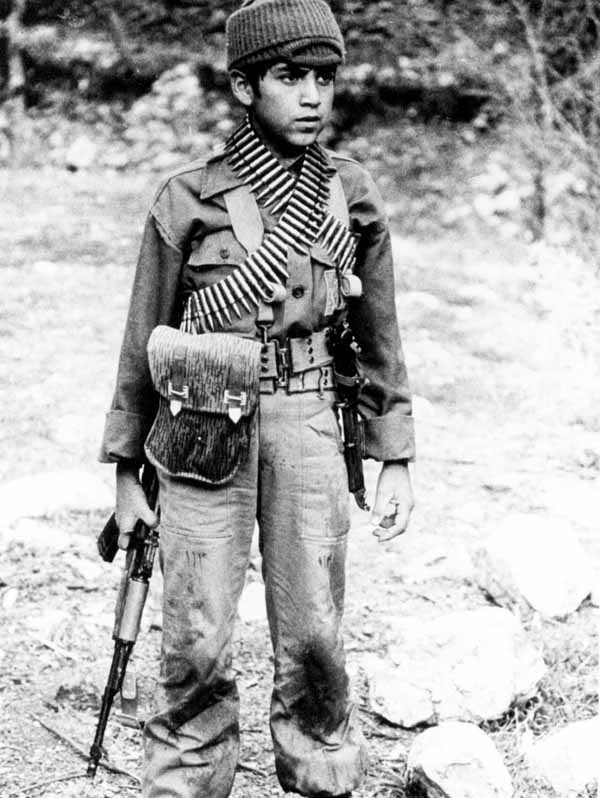
کودک-سرباز در جنگ ایران و عراق در جبهه‌های ایران

مجازات و اعدام کودکان در ایران از موارد بسیار بحث‌انگیز است.
در قوانین ایران «سن مسئولیت کیفری» تعریف نشده است و قاضی‌ها با برداشت خود از فقه و مادهٔ ۱۲۱۰ قانون مدنی، دختران بالای ۹ سال قمری و پسران بالای ۱۵ سال قمری را بالغ دانسته و برایشان مانند بزرگسالان حکم صادر می‌کنند. بر اساس مادهٔ ۴۹ قانون مجازات اسلامی، طفل کسی است که به حد «بلوغ شرعی» نرسیده باشد. مواردی از اعدام کودکان یا اعدام افرادی که جرمی را پیش از ۱۸ سالگی مرتکب شدند دیده می‌شود، مانند دلارا دارابی و بهنود شجاعی.
همچنین استفاده نظامی از کودکان در ایران دیده می‌شود. تعداد کودکان سرباز در ایران مشخص نیست اما نیروی مقاومت بسیج از افراد داوطلب زیر هیجده سال در طول جنگ ایران و عراق استفاده می‌کرد. این سازمان همچنان از افراد زیر هجده سال به صورت داوطلب استفاده می‌کند.
در جامعه مدنی ایران، نقش نهادهای حقوق کودک بسیار ویژه و مهم است، اما تمرکز این نهادها، امروز تنها بر مناطق شهری است. در مورد نقش نهادهای حقوق کودک، در قدم اول، رصد و ثبت مسائل و مشکلات کودکان روستا و انتشار این تحقیقات، نقش ویژه‌ای پیدا می‌کند.
تمرکز امروز فعالیت‌های نهادهای پشتیبان حقوق کودک روی کودکان شهرهای بزرگ است. در حقیقت، آسیب‌های کودکان شهری، ادامه آسیب‌های کودکان روستاست. «نمونه خیلی مهمی که در این زمینه می‌توان از آن نام برد، مسئله کار کودکان است که توسط خیلی از فعالان حقوق کودک بارها روی آن تأکید شده که کار کودکان در شهر، ادامه کار کودکان در روستاست؛ بنابراین حضور نهادهای مدافع حقوق کودک، اگر به عنوان وجدان بیدار جامعه از آن‌ها اسم ببریم، در روستاها و و فعالیت‌های پژوهشی میدانی، می‌تواند زمینه‌ساز این مهم باشد که افکار عمومی فقط در مواقع بحرانی نسبت به مسائل کودکان روستایی حساسیت نشان ندهد؛ یعنی در مواقعی مثل زلزله یا همین سانحه آتش‌سوزی عموماً به کودکان روستایی پرداخته می‌شود. در غیر این صورت این حساسیت را نمی‌بینیم.
موضوع پایان‌نامه‌های خیلی از دانشجویان علوم انسانی مسائل و آسیب‌های اجتماعی کودکان است، منتها کودکانی که شهرنشین هستند. یا به عنوان مثال، تولیدات هنری، یا تحلیل‌های اجتماعی‌ای که در صفحه‌های اجتماعی روزنامه‌ها منتشر می‌شود، عموماً یا به مسائل کودکان کار یا کودکان خیابانی در شهر می‌پردازد یا وضعیت کودکان در شهر را مورد بررسی قرار می‌دهد. ما کمتر می‌بینیم که وضعیت کودکان یا مشکلات کودکان در روستاها رصد بشود و می‌توان گفت این‌جای خالی بزرگی است که باید پر بشود.» بایگانی‌شده  در ۷ ژانویه ۲۰۱۳ توسط Wayback Machine

## فرهنگ

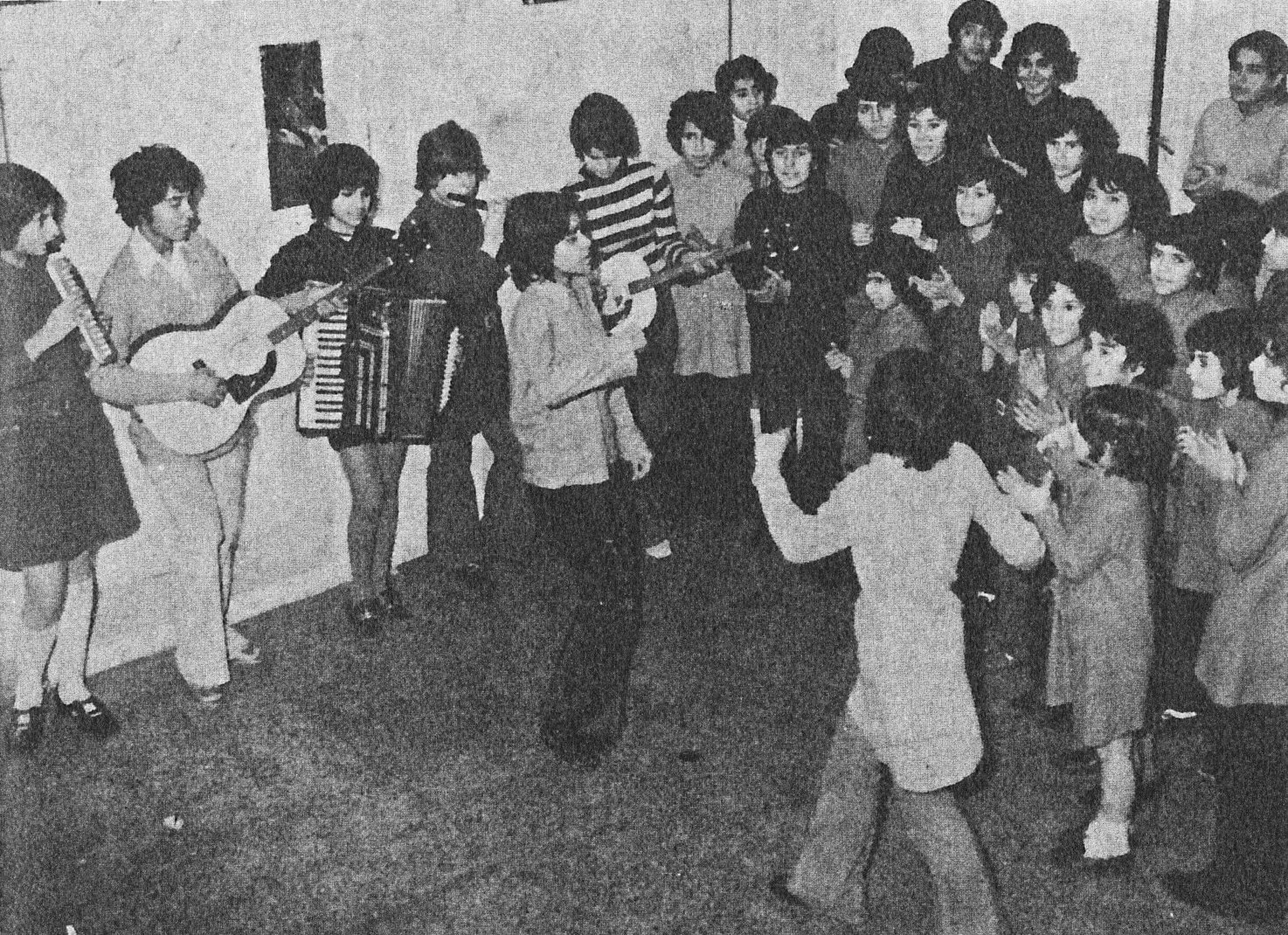
کودکان ایرانی در کلاس موسیقی دوران پهلوی

### ادبیات کودکان
بیشتر ادبیات فولکوریک ایران که شامل افسانه‌ها، متل‌ها و داستان‌های عامیانه، لالاییٔها، معماها و چیستان‌ها، گویه‌های بازی و قافیه پردازی‌های عامیانه می‌شود برای کودکان گفته شده است. بیشتر این‌ها شفاهی هستند. در ادبیات کتبی که امروزه به صورت ادبیات کودک و نوجوان مطالعه می‌شود، ایران پیشینهٔ کمی دارد. ادبیات کودک و نوجوان از دوره مشروطه آغاز شده و از دهه ۱۳۳۰ و ۱۳۴۰ بیشتر شد.

### بازی‌ها و سرگرمی‌ها

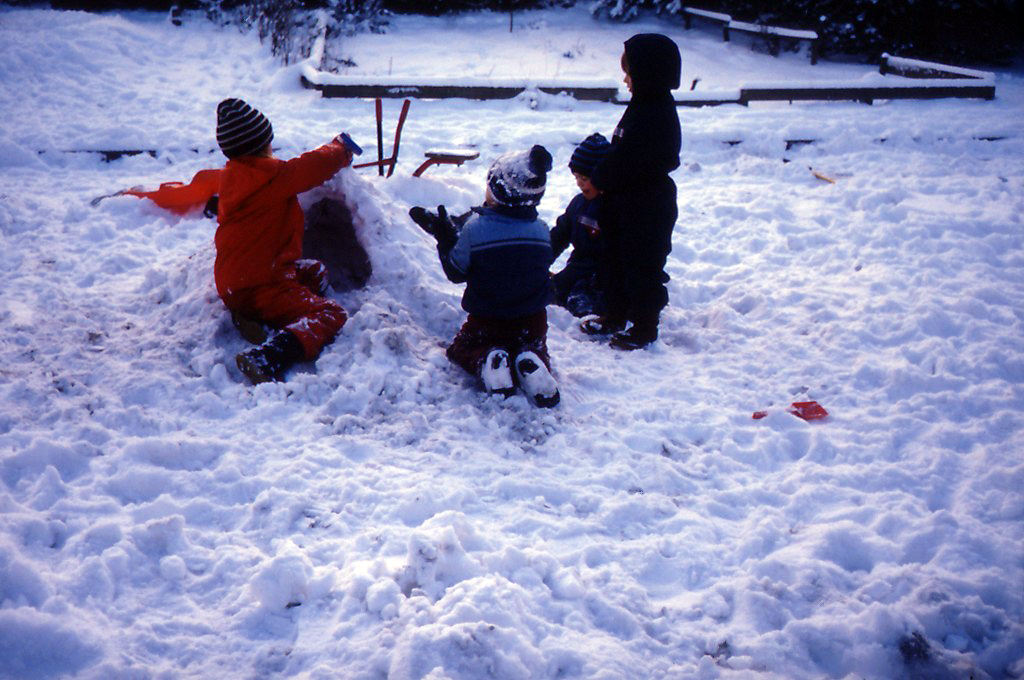
کودکان در حال ساختن آدم‌برفی

بالا بلندی، توپ چرخی، تیله بازی، خاله بزغاله، خروس جنگی، زو، شاه و وزیر، الک دولک، شمع گل پروانه، عمو زنجیر باف، قایم باشک، قلعه، کلاغ پر، گل یا پوچ، لی لی، هفت‌سنگ، وسطی و … از بازی‌های قدیمی کودکان ایرانی هستند. برخی از بازی‌های قدیمی اکنون فراموش شده‌اند.

### پوشاک

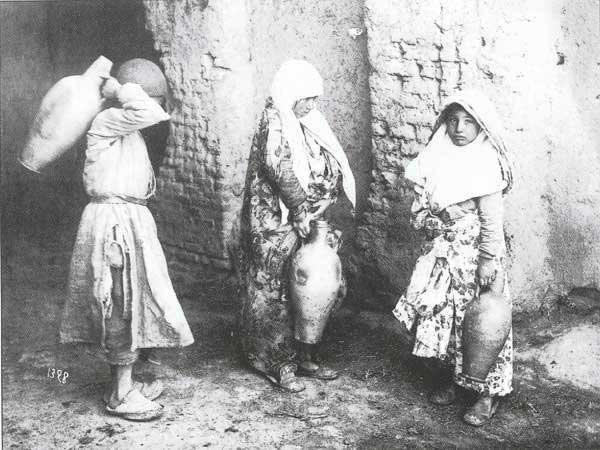
عکسی قدیمی از سه کودک ایرانی از عکاس روسی آنتوان سوروگین

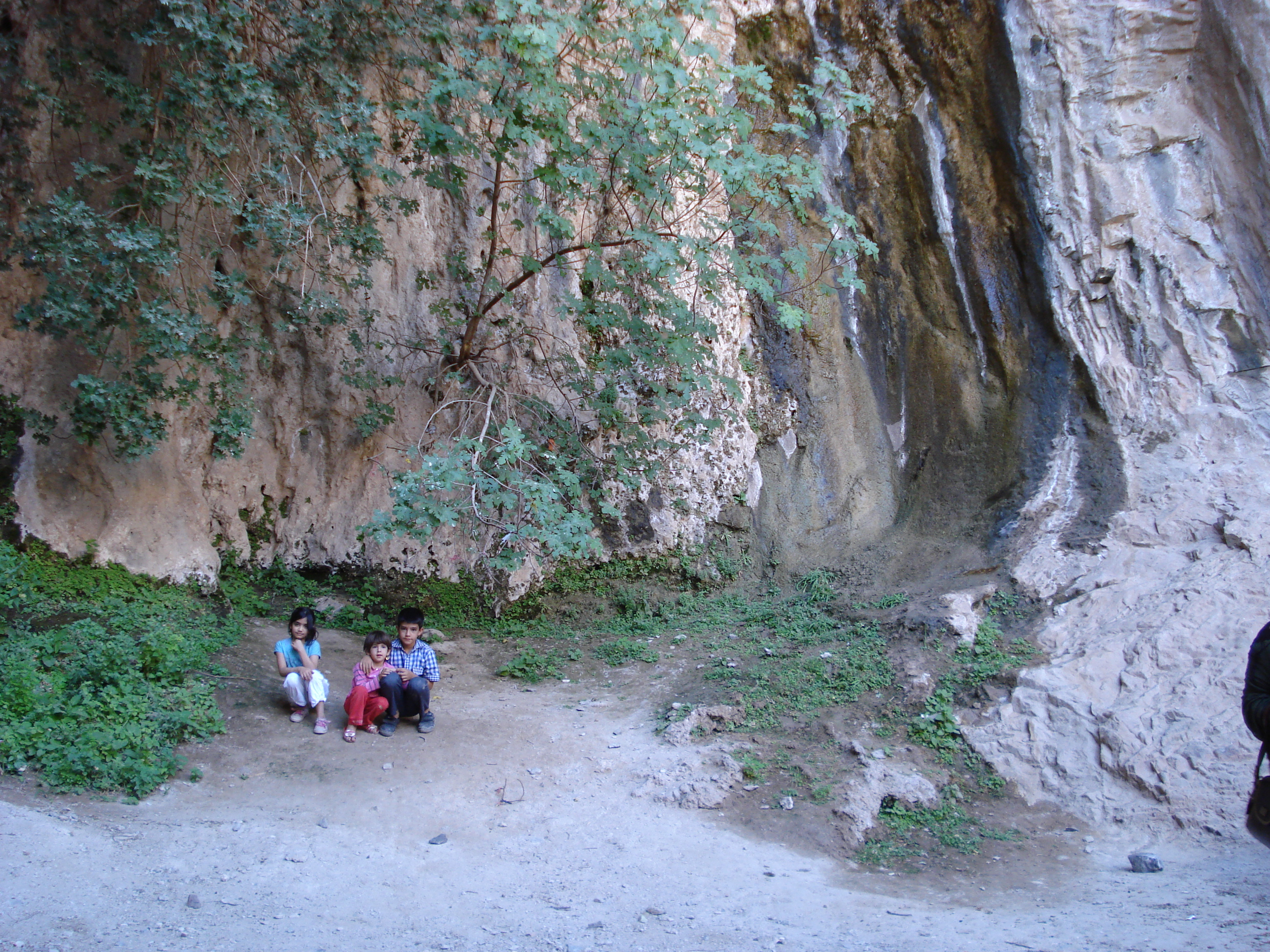
کودکان روستایی ایران

مطالعهٔ پوشاک کودکان در دوره‌های مختلف، جنبه‌های گوناگونی دارد. جنس، مدل، لباس نوزادان، دختران، پسران، تزیینات و آرایه‌های لباس، واردات پوشاک خارجی کودکانه، و دوخت لباس، جنبه‌های گوناگون این مطالعه هستند. همچنین می‌توان عوامل تأثیرگذار بر پوشاک کودکان را اجتماعی و اقتصادی دانست. از نظر اجتماعی، کودکان ایرانی گروهی بودند که سود چندانی از جامعه نمی‌بردند و میزان مرگ و میر در آنها بسیار بالا بوده است. از نظر اقتصادی نیز بر کودکان سرمایه‌گذاری چندانی نمی‌شده است زیرا آیندهٔ اقتصادی آنها نامشخص می‌بود.

### کودکان و نوجوانان فیلمساز
کودکان و نوجوانان ایرانی فعالیت و علاقه زیادی به دنیای سینما دارند. ارسلان قاسمی، ملیح سا دولت خواهی، سجاد اکبری، فاطیما بهارمست، محمد امین قاسمی، منا اسکندری، سارا و نیکا فرقانی اصل، محمدرضا شیر خانلو، ابراهیم کفاش خراسانی، امیر محمد جاهدی، محمدرضا سلطانپور و احمد رضا کبریتی از بازیگران و کارگردانان کودک و نوجوان ایرانی هستند.

### آداب تربیتی
مطالعه آداب تربیتی و سنت‌های خانوادگی یکی از موضوع‌های مطالعات کودکی است.
در دوره قاجار به دختران از کوچکی ساکت نشستن و تحرک کم، سؤال نکردن و اطاعت کردن از مردان حتی برادر کوچک‌تر خود آموخته می‌شد. این الگوی جامعه‌پذیری تا دوره‌های بعد نیز ادامه یافت.

## سلامتی

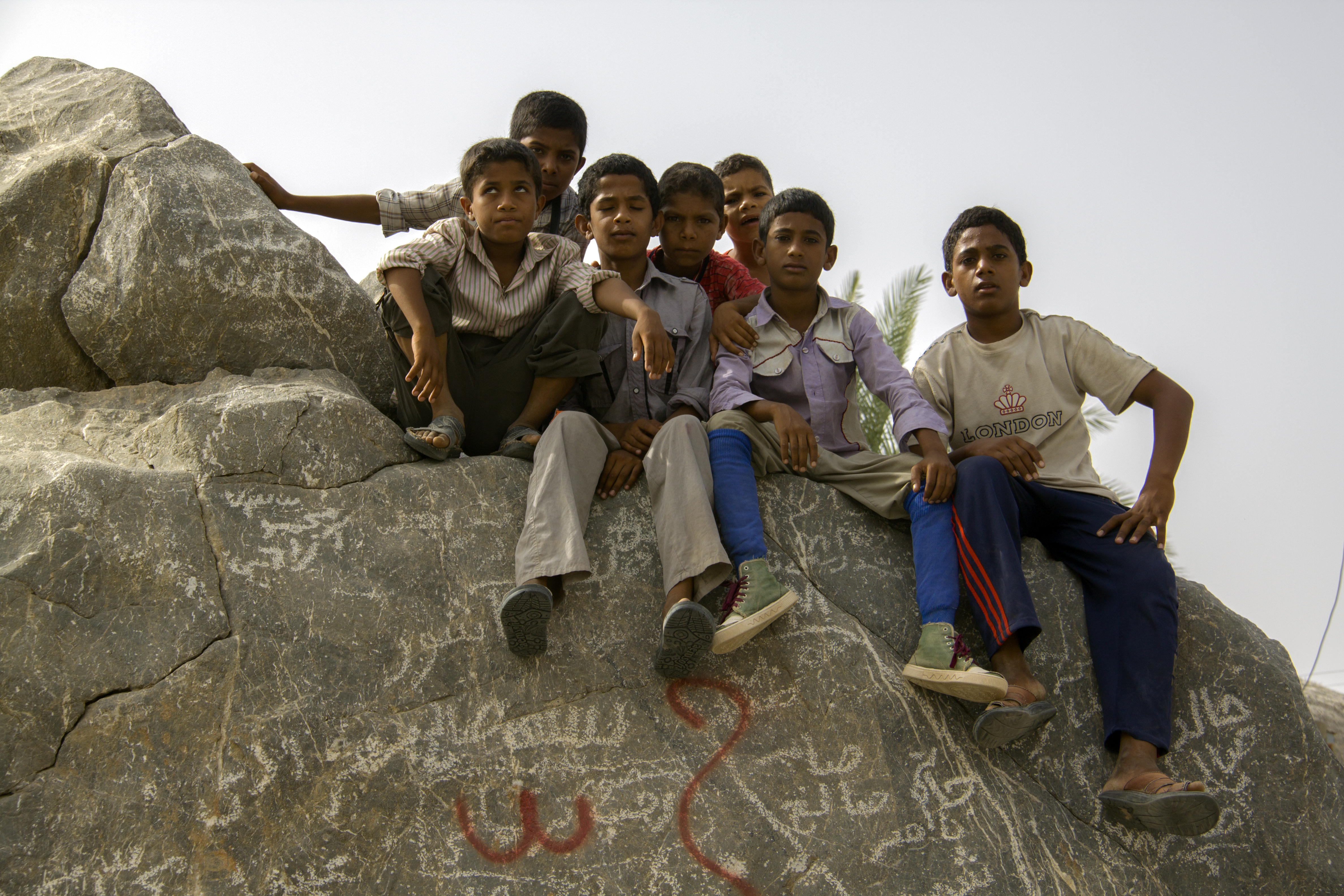
کودکان بلوچ، روستای سرمیدان در استان سیستان و بلوچستان
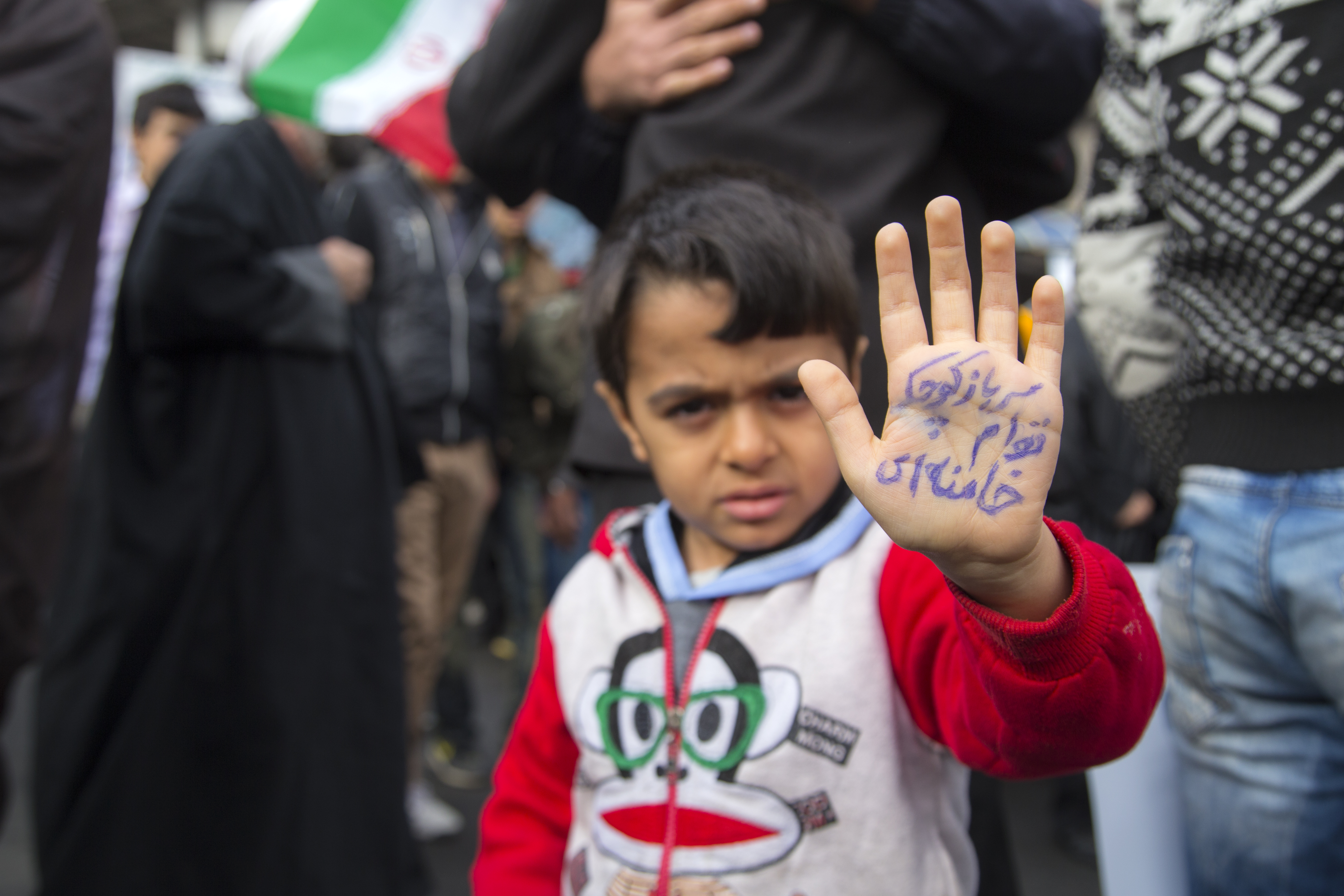
یک کودک در راهپیمایی ۲۲ بهمن در شهر قم
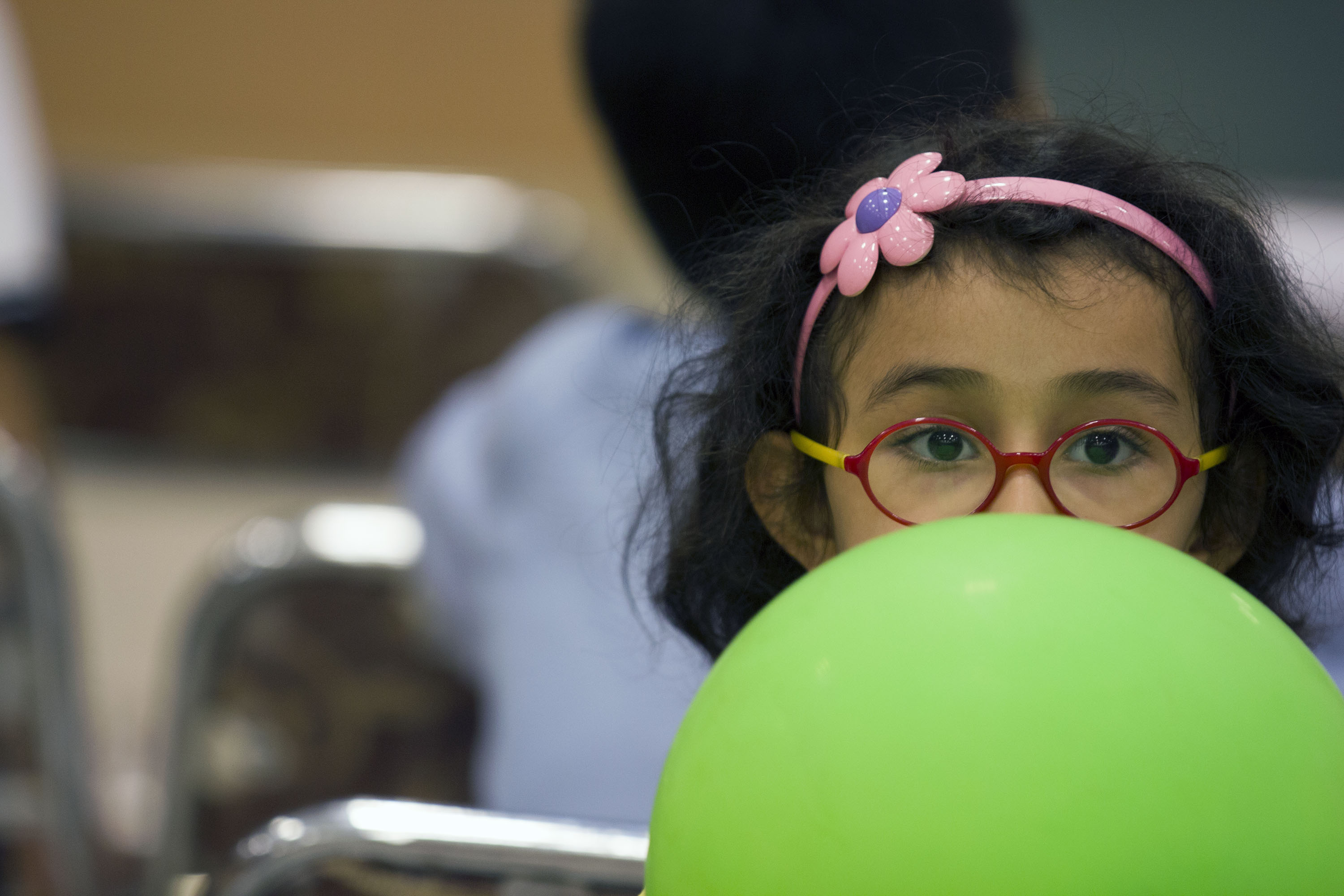
تصویر یک کودک در حال بازی
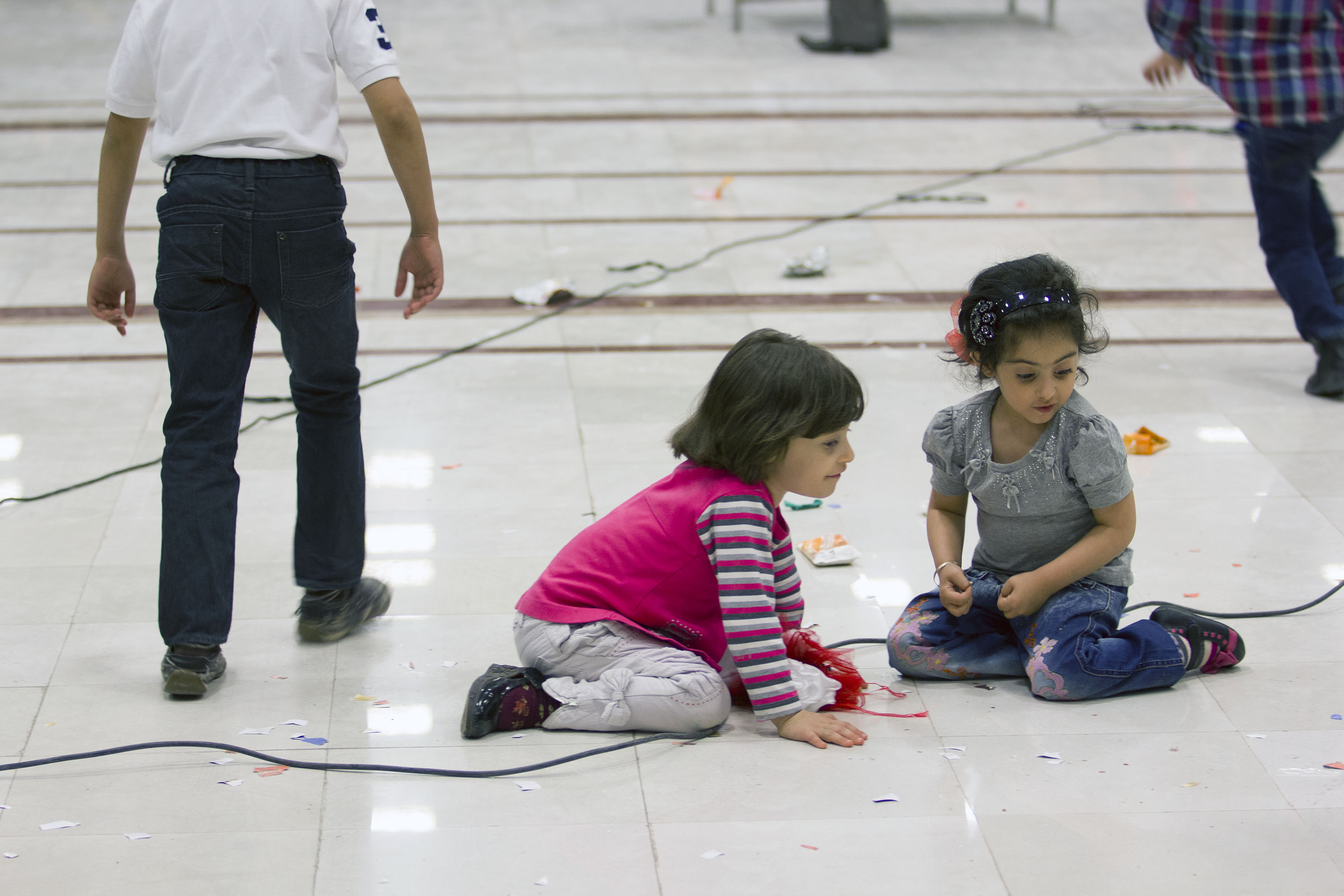
دو دختر بچه در یک همایش مشغول بازی بر روی زمین
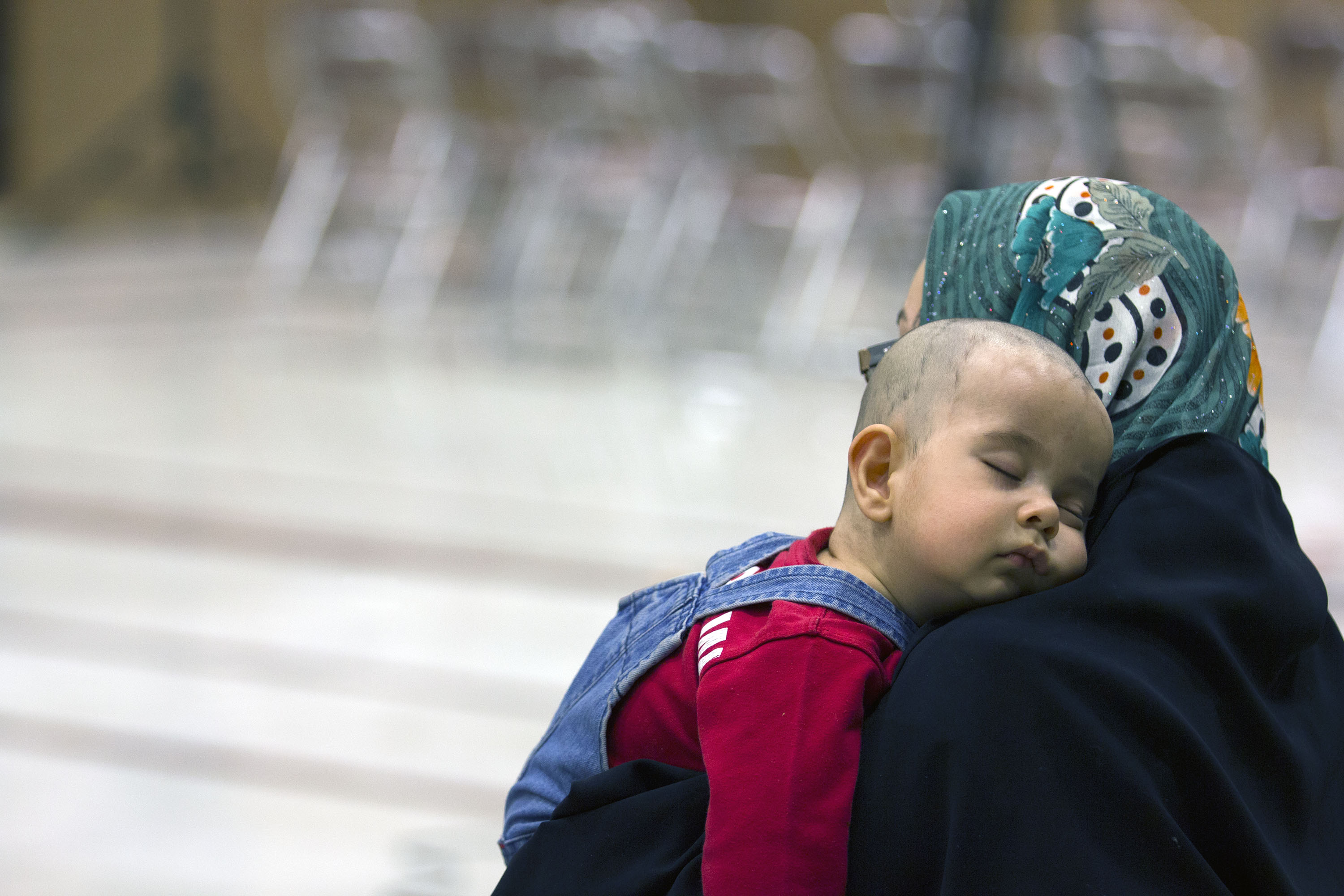
یک کودک در حال خواب در بغل مادر
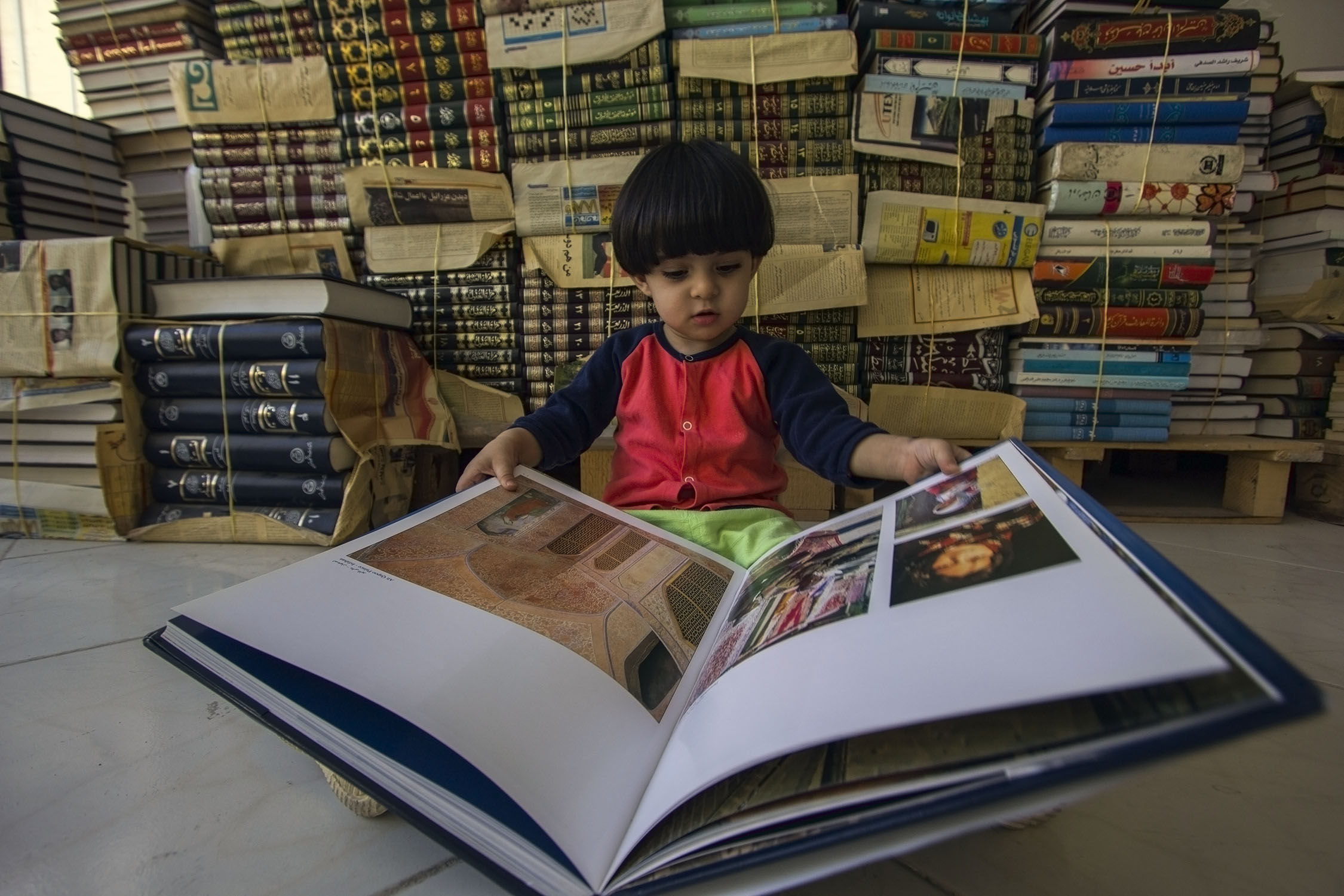
دختر بچه در حال دیدن عکس‌های یک کتاب مصور
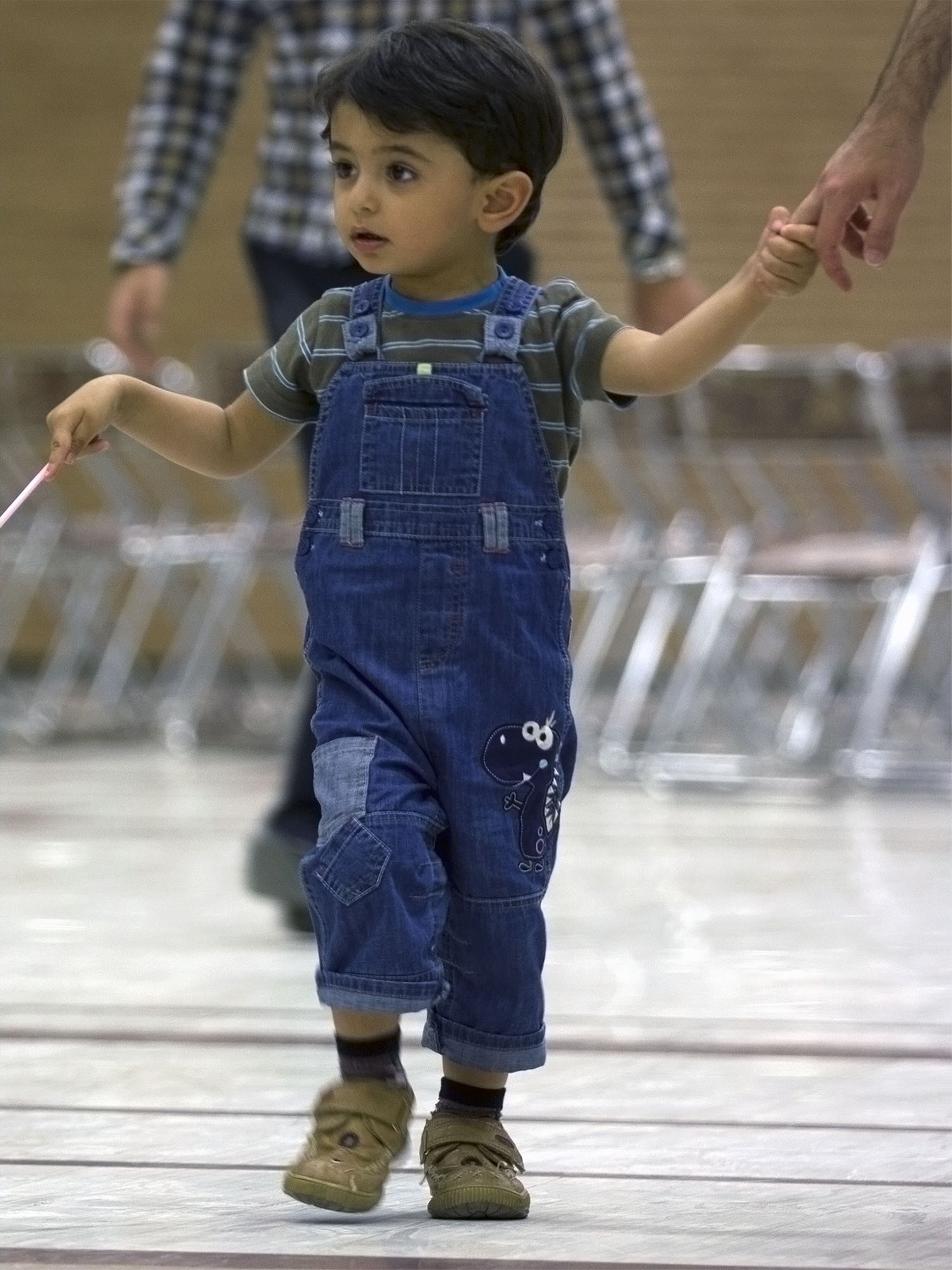
تصویر یک پسربچه